# Волжское высшее военное строительное командное училище МСМ СССР
Волжское высшее военное строительное командное училище (Волжское ВВСКУ) — военное образовательное учреждение  высшего профессионального образования, готовило офицеров — специалистов, имевших квалификацию «инженер по строительству и эксплуатации зданий и сооружений».

## История
Создано 1 августа 1950 года приказом № 0522 министра внутренних дел СССР генерал-полковника Круглова С. Н. как Томское военно-техническое училище МВД СССР (ТВТУ МВД СССР). Военное училище должно было готовить военно-технические кадры для Главпромстроя МВД СССР под командованием Героя Социалистического Труда генерала Комаровского А. Н. По плану подготовки офицерских кадров Приказом МВД СССР от 2 июня 1951 года № 00428 училищу предписывалось принять 200 курсантов на первый основной курс и готовить из них командиров взводов. Одновременно, в соответствии с этим же приказом при Томском военно-техническом училище создавались ускоренные курсы подготовки командиров взводов по шестимесячной программе обучения.
Набор курсантов на основной курс и ускоренный курс подготовки командиров взводов был произведен из числа рядового и сержантского состава Военно-строительных частей МВД СССР. С 1 октября 1951 года 211 человек на основном курсе и 149 человек с 6-месячном сроком обучения приступили к занятиям. Первый выпуск ускоренных курсов подготовки командиров взводов в количестве 148 офицеров был произведен 10 марта 1952 года. 1 августа 1952 года был произведен досрочный выпуск курсантов основного курса в количестве 207 офицеров. Всем выпускникам ускоренного и досрочного выпуска были присвоены воинские звания «младший лейтенант».
В октябре 1952 года в связи с секретностью и запретом поступления в него гражданских абитуриентов, а также со сложностью учебного процесса, в соответствии с Приказом МВД СССР № 0088с от 30.10.1952 училище было передислоцировано в г. Новосибирск и получило наименование Новосибирское военно-техническое училище МВД СССР (НВТУ МВД СССР). Местом дислокации училища была определена территория и административное здание ИТЛ «Строительство 600» (г. Новосибирск, ул. Тайгинская).
Срок обучения курсантов устанавливался в 2 года. Кроме военнослужащих было разрешено принимать и гражданскую молодежь. Училище должно было готовить специалистов одного профиля — командиров взводов по промышленному и гражданскому строительству. Установлено было принять на курс 200 курсантов. Из них 100 чел. военнослужащих и 100 чел. гражданской молодежи. Hа первый курс в 1952 году было зачислено 204 курсанта. 
22 февраля 1953 года училищу решением Верховного Совета Союза ССР в торжественной обстановке было вручено Красное Знамя. 31 августа 1954 года был произведен первый выпуск лейтенантов НВТУ МВД СССР набора 1952 года. Всем выпускникам было присвоено звание «лейтенант».
24 марта 1955 года приказом министра внутренних дел СССР № 00135 Главпромстрой МВД СССР передан в ведение Министерства среднего машиностроения СССР. 30 мая 1955 г. в связи с передачей Главпромстроя из МВД в Министерство среднего машиностроения СССР Новосибирское военно-техническое училище было переподчинено этому министерству.
1 сентября 1955 года Новосибирское военно-техническое училище перешло на трёхлетний срок обучения. Это способствовало значительному повышению качества подготовки курсантов. В училище стали принимать молодежь только со средним и средним специальным образованием. По окончании училища наряду с присвоением звания «лейтенант», выпускникам присваивалась квалификация «техника-строителя» с вручением диплома общесоюзного образца. Постановлением Совета Министров СССР № 5-3СС от 4 января 1956 года НВТУ отнесено к числу средних специальных учебных заведений с повышенным уровнем секретности.
В  соответствии с Приказом Министерства среднего машиностроения СССР № 010с от 10 января 1962 года на базе НВТУ были организованы Новосибирские курсы усовершенствования офицерского состава  (НКУОС). В соответствии с Приказом ГК Среднего Машиностроения № 0126с от 18 мая 1964 года на базе Новосибирских курсов усовершенствования офицерского состава сформированы Новосибирские курсы по подготовки младших офицеров со сроком обучения 9 месяцев. Приказом Министра среднего машиностроения № 0186с от 5 июля 1967 года Новосибирское военно-техническое училище возобновило свою деятельность с 1 сентября 1967 года как Новосибирское военное строительно-техническое Училище (НВСТУ). Изменение в названии связано с тем, что Военная инспекция Министерства среднего машиностроения была переименована в Управление военно-строительных отрядов МСМ СССР, а затем в 1966 году в Центральное управление военно-строительных частей (ЦУВСЧ МСМ СССР, в/ч 25525). Новосибирское военное строительно-техническое училище (НВСТУ) осуществляло подготовку офицеров с 3-годичным сроком обучения, одновременно продолжая вести подготовку младших лейтенантов по 9-месячной программе обучения. 
По итогам соцсоревнование в честь 100-летия со дня рождения В. И. Ленина в 1970 году училище было награждено Памятным вымпелом ЦК ВЛКСМ. К 1972 году в связи с расширением круга задач Министерства среднего машиностроения СССР возникла потребность в новых офицерских кадрах. Учебно-материальная база в Новосибирске не могла в полной мере обеспечить нормальную учебу и быт постоянно увеличивавшегося личного состава курсантов. С целью улучшения условий деятельности было принято решение о очередной передислокации военно-учебного заведения. 
С 15 июля 1973 года в связи с передислокацией училища в город Дубна Московской области оно стало именоваться Волжским военным строительно-техническим училищем (ВВСТУ). Передислокация в Московскую область была вызвана желанием улучшить учебный процесс возможностью привлечения нового преподавательского состава, в том числе из научных заведений города Дубны. Принятые меры в дальнейшем способствовали улучшению подготовки офицерских кадров в училище. За активное участие в работе по военно-патриотическому воспитанию молодежи в 1975 году училище награждено почетным Красным знаменем ЦК ВЛКСМ.
В конце 1982 года было принято решение о переводе училища на программу высшего военного учебного заведения. С 20 февраля 1983 года оно стало именоваться Волжское высшее военное строительное командное училище Министерства среднего машиностроения СССР (Волжское ВВСКУ, в/ч 04201).
Это было единственное и уникальное военное училище в стране, подчинявшееся «атомному» министерству. Уникальность училища заключалась в том, что его отраслевая принадлежность позволяла расширить строгие рамки военных дисциплин, благодаря чему внедрялись новейшие методики и формы обучения курсантов, которые позволили Волжскому ВВСКУ по всем параметрам и характеристикам занять передовые позиции среди аналогичных вузов Министерства обороны. В нем в 1988 году впервые в Вооруженных Силах СССР был создан отдел психологических исследований и начато изучение курсантами компьютерных программ. К этому времени в училище были построены общежитие для курсантов 4-го курса, спортивная лыжная база с новым стадионом, военно-учебный полигон «Волдынь», реконструирована столовая, осуществлялось строительство главного учебного корпуса вуза. Училище готовило высокопрофессиональных военных специалистов, имевших квалификацию «инженер по строительству и эксплуатации зданий и сооружений».
В конце 1989 года Министерство среднего машиностроения СССР было преобразовано в Министерство атомной энергетики и промышленности СССР (МАЭП СССР). В 1991 году МАЭП СССР преобразовано в Минатом России.
17 июня 1992 года распоряжением Правительства РФ № 1087-р Волжское высшее военное строительное командное училище Минатома России было передано в ведение Министерства обороны Российской Федерации (где уже существовало восемь строительных училищ: четыре командных — Камышинское ВВСКУ, Тольяттинское ВВСКУ, Горьковское ВВСКУ, Хабаровское ВВСУ; два инженерных — Ленинградское ВВИСКУ им. Комаровского, Пушкинское ВВИСУ; и два политических — Симферопольское ВВПСУ и Таллинское ВВПСУ).
27 марта 1993 года училище расформировано. За всю свою историю училище осуществило 29 выпусков общей численностью 7150 лейтенантов и 8 выпусков общей численностью 1650 младших лейтенантов.
Выпускники училища строили ядерные промышленные предприятия в городах Саров (Арзамас-16) и Снежинск (Челябинск-70), Лесной (Свердловск-45) и Трехгорный (Златоуст-36), Заречный (Пенза-19) и Озерск (Челябинск-40), Железногорск (Красноярск-26) и Новоуральск (Свердловск-44), Зеленогорск (Красноярск-45) и Северск (Томск-7). Принимали они участие в сооружении первой в мире АЭС в Обнинске и мощного ускорителя в г. Протвино. Ими были построены атомные электростанции Сосновый Бор (Ленинградская обл.) и Игналинская (Литовская Республика), Белоярская (Свердловская обл.) и Горьковская (Нижегородская обл.), города Ангарск, Лермонтов, Курчатов (он же Семипалатинский ядерный полигон), Шевченко (ныне Актау), Степногорск (Республика Казахстан); Навои (Республика Узбекистан); Чкаловск (Республика Таджикистан); Желтые Воды (Украина). Самоотверженностью и полной самоотдачей отличался их труд при ликвидации последствий аварии на Чернобыльской АЭС в 1986 году и бескорыстной помощью жителям Ташкента и народу Армении в разборе завалов и спасения людей после землетрясения в 1966 и 1988 году. Их роль и выполняемые ими функции были сходными тем, что ныне, частично, приданы офицерам подразделений МЧС России. За проявленные во время службы мужество и героизм сотни выпускников удостоены правительственных наград.  
После расформирования училища в 1994 году на его территории был создан Государственный университет «Дубна».
9 августа 2015 года в университете «Дубна» выпускниками училища был воссоздан музей ВВВСКУ. 11 мая 2019 года здесь состоялось торжественное открытие памятника «КУРСАНТАМ ВОЕННОГО УЧИЛИЩА АТОМНОГО ПРОЕКТА СССР».